# Jun Yanagisawa
Jun Yanagisawa (柳澤 隼 Yanagisawa Jun?), född 27 juni 1987 i Ibaraki prefektur, är en japansk före detta fotbollsspelare.
Yanagisawa började sin karriär 2005 i Kashiwa Reysol. 2010 flyttade han till Sagan Tosu.